# フリスキュー
「フリスキュー」はGReeeeNの楽曲。2018年8月22日に発表された曲。リリースは未定。

## タイアップ
- FRISK×GReeeeN ｢フリスク グレープフルーツミント｣ テーマソング

## 曲の詳細
1. フリスキュー
  - 作詞・作曲 : GReeeeN